# Falca (náutica)
En náutica, la falca (panel, escoperadura) de una embarcación menor (bote), es el conjunto de tablas delgadas de madera, de quita y pon, colocadas verticalmente con el canto longitudinal sobre la regala de la borda, a la que se une por clavijas de madera. Sirve para que no entre el agua rociada. También se colocan en la solera de las portas de la cubierta baja con el mismo propósito. (ing. Wash board, Wash strake).

## Etimología
La Falca, Taboada la llama Panel, y algunas personas la llaman Escoperadura.

## Descripción
En los botes de remo, donde van las chumaceras o los toletes, se cortan las escotaduras (abertura para que pasen los remos) en las falcas. Cuando se decide introducir los remos, se coloca una tablita corrediza de quita y pon para cerrar la escotadura, llamada Escalamera.